# Soutujärvi kyrka
Soutujärvi kyrka är en kyrkobyggnad i Skaulo vid sjön Soutujärvi mellan byarna Skaulo och Puoltikasvaara. Den tillhör Gällivare församling i Luleå stift.
Kyrkan ligger intill de sammanflätade vägarna E10/E45. Den betjänar bland annat byarna Skaulo, Puoltikasvaara, Moskojärvi, Neitisuando samt Killinge.
Kyrkan invigdes år 1963. En stor del av dess inventarier är skänkta av bygdens syförening.

## Orgel
Den nuvarande orgeln är byggd 1962 av Grönlunds Orgelbyggeri, Gammelstad och är en mekanisk orgel. Orgeln är kyrkans första.
| Manual        |
| Gedackt 8’    |
| Rörflöjt 4’   |
| Principal 2’  |
| Kvinta 1 1⁄3’ |

.